# 松本俊一
松本俊一（日语：松本 俊一/まつもと しゅんいち，1897年6月7日—1987年1月25日），日本昭和時代外交官、政治人物。

## 來歷
生於台灣台北，在廣島縣吳市長大。1921年從東京帝國大學法學部畢業後，進入外務省工作。
1945年3月9日下午6时，日方驻法屬印度支那大使松本俊一前往西贡，以商谈水稻交易为由会见了法屬印度支那总督让德句。双方签署协定完毕后，松本俊一向法方提出了最后通牒，要求法方在2小时内给予答复。
1965年4月至1969年5月期間，在日本阿拉伯協會擔任主席。1987年1月25日，去世。